# Bert Franzke
Bert Franzke (* 7. März 1946 in Halle (Saale)) ist ein deutscher Schauspieler, Synchron- und Hörspielsprecher.

## Leben
Franzke machte das Abitur und dann bis 1965 eine Ausbildung zum Agrotechniker. Er spielt Klavier und beherrscht die russische und englische Sprache. Die Theaterhochschule Leipzig schloss er als Diplomschauspieler ab. Engagements hatte er unter vielen anderen von 1977 bis 1988 am Schauspiel Leipzig und 1988 an der Staatsoperette Dresden.
Franzke sprach unter anderem bei der Synchronisation der Science-Fiction-Serie Babylon 5 von 1993 bis 1998 Londo Mollari, den Botschafter der Centauri und eine der Hauptrollen. Daneben wirkte er als Synchronsprecher in den Filmen Flutsch und weg und Der tierisch verrückte Bauernhof sowie als Schauspieler beim Tatort in der Folge Ein Fall für Ehrlicher mit. In der Zeichentrickserie Die Retter-Ritter lieh er einer Hauptfigur seine Stimme. Zudem ist Franzke in den Fluch-der-Karibik-Teilen als Joshamee Gibbs zu hören.
Nach dem Tod von Hans-Werner Bussinger sprach Franzke die Rolle von Dr. Walter Bishop in der US-Mysteryserie Fringe – Grenzfälle des FBI. Außerdem übernahm er die Sprechrolle von Hans-Werner Bussinger in One Tree Hill als Coach Brian „Whitey“ Durham. Zudem synchronisierte er die Rolle des Immortan Joe in Mad Max: Fury Road.

## Filmografie (Auswahl)

### Als Schauspieler
- 1987: Sidonies Bilder
- 1988: Der Aufstand der Fischer von St. Barbara
- 1990: Beschreibung eines Tigers (Sprechrolle)
- 1990: Polizeiruf 110 – Zahltag (Fernsehreihe)
- 1990: Töpfer und Tiger (Sprechrolle)
- 1992: Tatort – Ein Fall für Ehrlicher (Fernsehreihe)
- 1993: Schwarz Rot Gold – Der Rubel rollt (Fernsehserie)
- 2007: Die Geschichte Mitteldeutschlands, Folge: Das Geheimnis eines Genies
- 2011: Der Preis

### Als Synchronsprecher
John Noble
- 2010–2013: Fringe – Grenzfälle des FBI als Dr. Walter Bishop (2. Stimme)
- 2014–2015: Sleepy Hollow als Henry Parrish
- 2015–2016, 2018–2019: Elementary als Morland Holmes
- 2017: The Blacklist als Mr. Raleigh Sinclair III
- 2020: Hunters als Frederic Hauser
- 2020: The Boys als Sam Butcher

Kevin McNally
- 2003: Fluch der Karibik als Joshamee Gibbs
- 2004: Das Phantom der Oper als Joseph Buquet
- 2006: Pirates of the Caribbean – Fluch der Karibik 2 als Joshamee Gibbs
- 2007: Pirates of the Caribbean – Am Ende der Welt als Joshamee Gibbs
- 2011: Pirates of the Caribbean – Fremde Gezeiten als Joshamee Gibbs
- 2017: Pirates of the Caribbean: Salazars Rache als Joshamee Gibbs

Nello Pazzafini
- 1984: Todeslied von Laramie als Der Große
- 1987: Der Rächer von Venedig als Handlanger

Filme
- 1977: Für Salvatore Billa in Der Aufstieg des Paten als Carmelo
- 1991: Für Marcel Dalio in Hübsch, jung und verliebt als Claude Duval
- 1993: Für Billy Gilbert in Broadway Melodie 1938 als George
- 1994: Für Charles S. Dutton in Mister Cool als Rothmiller
- 1999: Für Richard Griffiths in Sleepy Hollow als Bürgermeister Philipse
- 1999: Für Robin Sachs in Galaxy Quest – Planlos durchs Weltall als General Sarris
- 2001: Für Graham Beckel in Pearl Harbor als Admiral Chester W. Nimitz
- 2004: Für Unshō Ishizuka in Cowboy Bebop – Der Film als Jat Black
- 2005: Für John Mahoney in Ein Königreich für ein Lama 2 – Kronks großes Abenteuer als Papi
- 2010: Für Angelo Infanti in Briefe an Julia als Schach Lorenzo
- 2013: Für Jack Thompson in Der große Gatsby als Dr. Walter Perkins
- 2015: Für Hugh Keays-Byrne in Mad Max: Fury Road als Immortan Joe
- 2016: Für Bryan Cranston in Kung Fu Panda 3 als Li Shan
- 2021: Für Stephen McKinley Henderson in Dune als Thufir Hawat
- 2024: Für Bryan Cranston in Kung Fu Panda 4 als Li Shan

Serien
- 1995–1999: Für Peter Jurasik in Babylon 5 als Londo Mollari
- 1999–2000: Für John Vickery in Star Trek: Deep Space Nine als Gul Rusot
- 1999–2000: als Erzähler in SimsalaGrimm
- 2000–2001: Für Vlasta Vrana in Der Wunschpunsch als Maledictus Made
- 2015: Für Gregory Alan Williams in Secrets and Lies als Kevin Williams

## Computerspiele
- 2001: TKKG 9 – Voodoozauber
- 2006: Gothic 3[3] als Hamlar, Elber, Cole, Grompel u. a.
- 2006: The Elder Scrolls IV: Oblivion
- 2008: Das Schwarze Auge: Drakensang

## Hörspiele
- 1981: Peter Kramer: Der stille Teilhaber – Regie: Walter Niklaus (Kriminalhörspiel – Rundfunk der DDR)
- 1998: Michail Bulgakow: Der Meister und Margarita – Regie: Petra Meyenburg (Hörspiel (30 Teile) – MDR)
- 2017: ab Folge 58 Die drei ??? Kids (als Kommissar Samuel Reynolds)